# California (escultura)
California es una escultura de mármol de mediados del siglo XIX. Elaborada por el escultor estadounidense Hiram Powers, la estatua de mármol es una alegoría de la riqueza y el peligro de California. La escultura, que actualmente se exhibe en el Museo Metropolitano de Arte de Nueva York, fue la primera escultura de un artista estadounidense en ingresar a la colección del museo.

## Trasfondo
A mediados del siglo XIX, el uso de esculturas femeninas desnudas como alegorías de lugares fue una tendencia artística predominante. Hiram Powers, ya famoso por su escultura La esclava griega, comenzó a trabajar en la producción de una estatua para encapsular el espíritu de la fiebre del oro de California que estaba en curso. Powers estaba entusiasmado con el proyecto y comenzó a trabajar en la escultura antes de haber obtenido fondos. Powers inicialmente planeó colocar la escultura completa en Sutter's Mill, donde se encontraron las escamas de oro que provocaron la fiebre del oro a principios de 1848.
Powers comenzó su trabajo sobre California en 1850, y en 1855 había completado un molde de yeso de la futura escultura. La talla de la estatua se completó en 1858. En lugar de ser enviada a California como se pretendía originalmente, la escultura se terminó por encargo del magnate de los negocios de Nueva York William Backhouse Astor Sr. En 1872, Astor regaló la estatua al recientemente establecido Museo Metropolitano de Arte enNueva York, donde se convirtió en la primera escultura realizada por un artista estadounidense en la colección del museo.

## Descripción
California fue tallada por Powers en forma de mujer joven. Ella sostiene una vara de adivinación (una herramienta supuestamente capaz de detectar depósitos de oro) en su mano izquierda, cruzada frente a su cuerpo, mientras que su mano derecha sostiene una rama cubierta de espinas. Estos dos símbolos representan tanto la oportunidad externa como los peligros ocultos de perseguir las seductoras tierras de California. En la parte posterior derecha de la figura se encuentra una columna de cuarzo; Como el oro se encontraba a menudo entre los depósitos de cuarzo, la representación del mineral representa la riqueza mineral de California, tanto del estado como de la escultura.